# Alfred Des Cloizeaux
Alfred Louis Olivier Legrand Des Cloizeaux (Beauvais, 17 ottobre 1817 – Parigi, 6 maggio 1897) è stato un mineralogista francese.
Des Cloizeaux nacque a Beauvais, nel dipartimento dell'Oise. Si laureò e seguì il dottorato in mineralogia nella  École Normale Supérieure assieme Jean-Baptiste Biot e lavorò nel  Muséum National d'Histoire Naturelle di Parigi. Studiò i Geyser in Islanda, e classificò alcune rocce vulcaniche. Però la sua principale attività fu la classificazione dei cristalli e di numerosi minerali. I suoi studi e il suo lavoro si concentrarono soprattutto sull'esame sistematico di cristalli e minerali, inoltre svolse numerose ricerche sulle loro proprietà ottiche e sulla questione della polarizzazione. Ha scritto soprattutto sui modi per definire e classificare al meglio i diversi feldspati.
Des Cloizeaux è stato eletto membro all'Accademia francese delle scienze nel 1869, ed è stato presidente della stessa nel 1889. La Geological Society di Londra gli ha conferito la Medaglia Wollaston nel 1886. I suoi libri più noti sono Leçons di Cristallographie (1861) e Manuel de Minéralogie (2 voll., Parigi, 1862, 1874 e 1893).
La descloizite (un minerale descritto nei suoi studi) è stata denominata così in suo onore.